# CLUB MANTIS
『CLUB MANTIS』（クラブ・マンティス）は、SOY SAUCE SONIXの2枚目のアルバム。

## 内容
タイトル曲「嗚呼倶楽部マンティス」を含む事実上のラスト・アルバムは岡野ハジメがプロデュース・共同編曲を担当した。収録したシングル曲は「お餅ダンディズム」のみである。

## 批評
CDジャーナルは、「最後まで飽きずに一気に聴かせる。CDに収まりきれないパワーがみなぎる一枚。」と評している。

## 収録曲
1. 猛フィーバーでGO GO
2. 怒れる若者
3. 嗚呼倶楽部マンティス
4. バーボンメモリー
5. バンチキ
6. 鋼鉄な脳ミソ
7. Formation 69
8. おめでたい奴ら
9. 二匹います
10. 君はあたかもドーナッツの穴の如くに
11. その後のバーボンメモリー
12. お餅ダンディズム (Remix)

作詞：木村聡(#1 - 10, 12)
作曲：木村聡(#1 - 7, 9 - 11)、石井ヒトシ(#8, 12)
編曲：岡野ハジメ・SOY SAUCE SONIX(#ALL)